# Urozhaini (Tijoretsk, Krasnodar)
Urozhaini (del ruso: Урожайный) es un posiólok del raión de Tijoretsk del krai de Krasnodar, en Rusia. Está situado en las llanuras de Kubán-Priazov, en la cabecera de un pequeño arroyo, afluente del río Tijonkaya, tributario del Chelbas, 14 km al nordeste de Tijoretsk y 138 km al nordeste de Krasnodar, la capital del krai. Tenía 331 habitantes en  2010
Pertenece al municipio Krutoye.